# Райт, Томми III
Томми Райт III (англ. Tommy Wright III; род. 6 мая 1976, Мемфис, Теннесси) — американский рэпер, считается одним из основателей жанра мемфис-рэпа.

## Музыкальная карьера
Томми Райт установил свой уникальный стиль рэпа с быстрым темпом, зловещей лирикой и необычными битами. Его творчество значительно повлияло на жанры гангста-рэпа, кранка и трэпа.
В период с 1992 по 2001 год он выпустил пять сольных альбомов, ещё два с группой Ten Wanted Men. В конце 1994 года он подписал контракт с лейблом Street Smart Records, на котором подписаны почти все его альбомы.

## Дискография

### Альбомы
- Memphis Massacre (Cass, MiniAlbum, Mixed)' 1992
- Ashes 2 Ashes, Dust 2 Dust 1994
- Runnin-N-Gunnin (Cass, Album) 1995
- On The Run 1996
- Tommy Wright & Ten Wanted Men — 10 Toes Down (Cass, Album) 1997
- Feel Me Before They Kill Me 1998
- NASHVILLE TAKEOVER (Cass, Album) 2016

### Сборники Треков
- Greatest Hits (Cass, Comp) 1997
- Genesis (Greatest Underground Hits) 2000
- Behind Closed Doors (Da Soundtrack) 2001